# Schwarzburg-Sondershausen

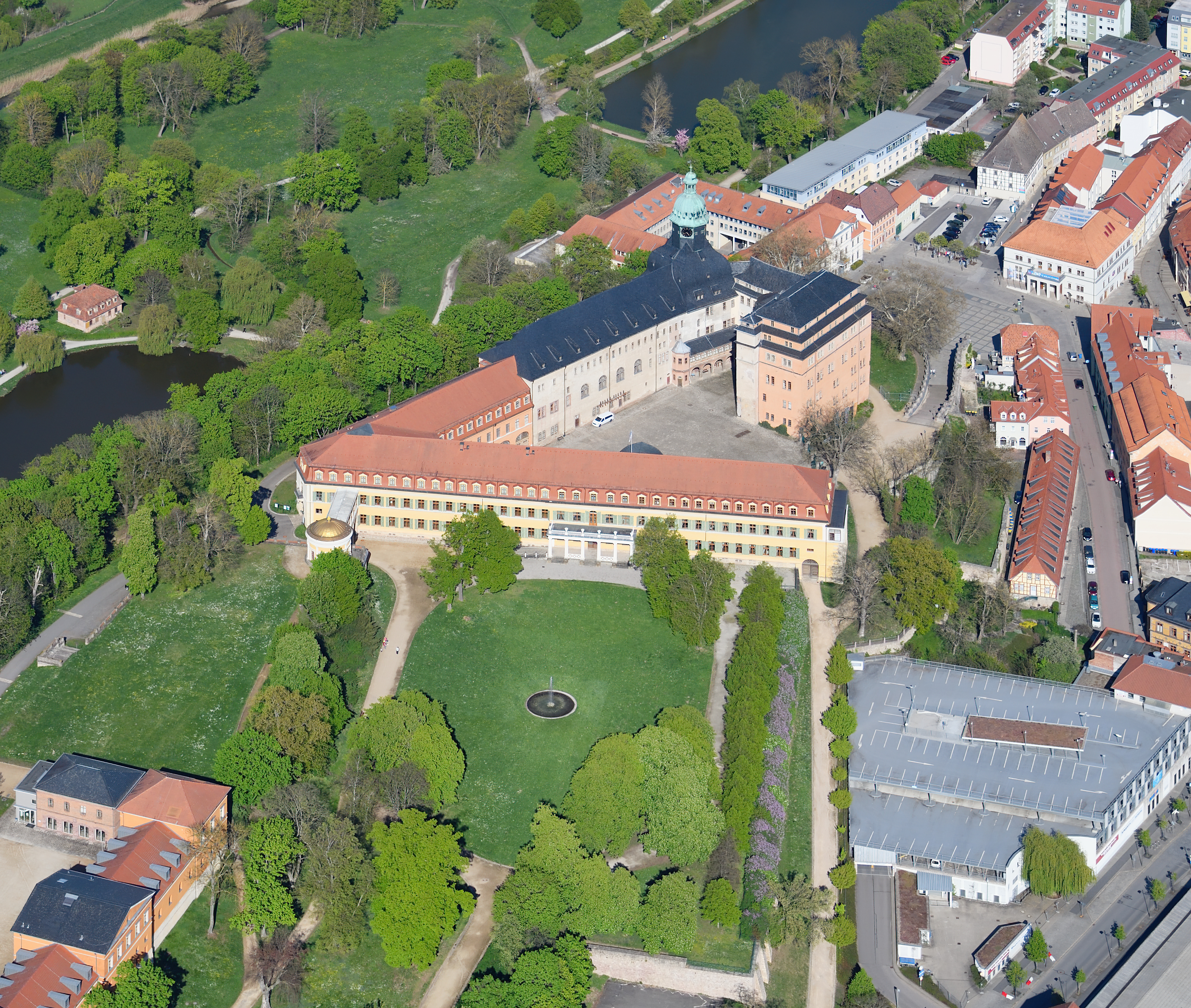
Residenzschloss in Sondershausen

Schwarzburg-Sondershausen war ein Fürstentum in Thüringen, das 1918 zum Freistaat Schwarzburg-Sondershausen wurde und 1920 im Land Thüringen aufging. Vorläufer des Fürstentums war die Grafschaft Schwarzburg-Sondershausen, die in gleichen Grenzen von 1599 bis 1697 existierte.
Die Gesamtfläche des Fürstentums betrug 862,1 km². Das Territorium war zerstückelt und gliederte sich in die Oberherrschaft, bestehend aus den räumlich getrennten Bezirken Arnstadt und Gehren mit den beiden Exklaven Geschwenda und Rockhausen, sowie die Unterherrschaft mit den Bezirken Ebeleben und Sondershausen, wo sich auch das Stammschloss Schloss Sondershausen befindet. Weitere wichtige Orte in der Oberherrschaft waren Masserberg, Großbreitenbach und Plaue sowie in der Unterherrschaft Greußen und Clingen.

## Geschichte
Die Geschichte des Fürstentums geht auf das Geschlecht der Grafen von Schwarzburg zurück, die erstmals im 11. Jahrhundert erwähnt wurden. Durch Erbteilungen und Erwerbungen veränderte die Grafschaft Schwarzburg bis zum 16. Jahrhundert häufig ihre Gestalt. Mit dem Stadtilmer Vertrag vom 21. November 1599 wurden die schwarzburgischen Territorien neu aufgeteilt. Es entstanden die beiden Grafschaften Schwarzburg-Sondershausen und Schwarzburg-Rudolstadt. Die Territorien waren Teil des Obersächsischen Reichskreises. Die beiden Grafschaften, späteren Fürstentümer und Freistaaten blieben bis 1920 im Wesentlichen unverändert.
Johann Günther I. (1532–1586) stiftete die Linie Schwarzburg-Sondershausen. Im Stadtilmer Vertrag vom 21. November 1599 teilten die Erben von Johann Günther mit Albrecht VII. von Schwarzburg-Rudolstadt die Schwarzburger Gebiete. In den Jahrzehnten nach 1599 gab es weiter Erbstreitigkeiten. So teilten im Jahre 1681 die Grafen Christian Wilhelm und Anton Günther II., die bis dahin gemeinsam regiert hatten, das Land in eine Sondershäuser und eine Arnstädter Linie. 1713 schlossen beide schwarzburgische Hauptlinien einen Familienvertrag, durch welchen die Primogenitur eingeführt und weitere Teilungen des Landes untersagt wurden.
Zuvor waren beide Grafen in den Reichsfürstenstand erhoben und ihr Land zu einem unmittelbaren Reichsfürstentum erklärt worden. Kursachsen, das die Oberhoheit über Schwarzburg für sich in Anspruch nahm, gab in den Verträgen von 1699 und 1702 seine landesherrlichen Rechte gegen Geldentschädigung auf. Doch musste sich Schwarzburg 1719 zu einer jährlichen Zahlung von 7000 Talern verpflichten. Für Arnstadt wurde 1731 dem Herzog von Sachsen-Weimar eine jährliche Entschädigung von 3500 Thalern zugesichert.
1815 trat das Fürstentum dem Deutschen Bund bei, nachdem es 1807 Mitglied des Rheinbunds geworden war und damit bis 1813 unter der Protektion Napoleons gestanden hatte. Ab 1816 gab es eine Verfassung des Landes, die 1830 durch eine ständische Verfassung abgelöst werden sollte. Diese von Fürst Günther Friedrich Carl I. erlassene Verfassung erhielt aber keine Zustimmung im Land, und er musste sie 1831 wieder aufheben. Der junge Fürst Günther Friedrich Carl II. gab dem Land 1841 eine Verfassung, auf Grund derer am 7. September 1843 die Eröffnung des ersten Landtages stattfand. Unter Günther Friedrich Carl II. fand 1835 der Beitritt des Landes zum Deutschen Zollverein statt.

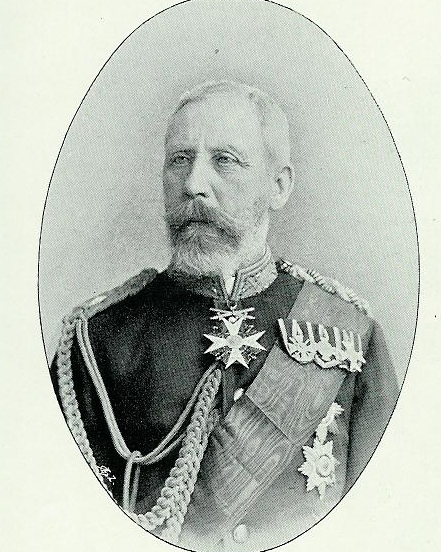
Karl Günther, letzter Fürst von Schwarzburg-Sondershausen

Trotz verschiedener Reformen gab es 1848 auch in Schwarzburg-Sondershausen Unruhen, welche zur Folge hatten, dass im Herbst 1848 die Oberherrschaft von sächsischen, die Unterherrschaft von preußischen Truppen besetzt wurde. Der liberale Friedrich Chop wurde Chef der Märzregierung. Am 12. Dezember 1849 wurde eine freisinnige Verfassung verkündet. Durch Gesetz vom 18. März 1850 übernahm der Staat die Verwaltung der Kammergüter, und der Fürst erhielt eine jährliche Zivilliste von 120.000 Talern. Am 8. Juli 1857 wurde die Verfassung konservativ umgestaltet, und somit waren die zuvor beschnittenen fürstlichen Rechte im Wesentlichen wiederhergestellt.
Als Schwarzburg-Sondershausen 1866 gegen die von Österreich im Bundestag des Deutschen Bundes beantragte Mobilmachung gegen Preußen gestimmt hatte, trat das Fürstentum dem neuen Norddeutschen Bund bei, wodurch 1867 die Militärhoheit an Preußen überging. Ab dem 18. Januar 1871 gehörte das Land dem Deutschen Reich an. Im Jahr 1909 starb Fürst Karl Günther von Schwarzburg-Sondershausen kinderlos, und die Sondershäuser Linie erlosch im Mannesstamm. Gemäß dem Hausvertrag von 1713 übernahm Günther Victor von Schwarzburg-Rudolstadt die Herrschaft. Bemühungen, einen Schwarzburger Gesamtstaat zu schaffen, scheiterten an den konservativen Kräften in Sondershausen. Lediglich einige gemeinsame Behörden und Einrichtungen wurden in Arnstadt gegründet. Der Erste Weltkrieg und die weitere historische Entwicklung beendeten diese Bemühungen.
Mit Ende des Ersten Weltkriegs dankte am 25. November 1918 Fürst Günther Victor als letzter deutscher Monarch ab, und dem Fürstentum folgte der Freistaat Schwarzburg-Sondershausen. An die Stelle der fürstlichen Regierung traten provisorisch ein Ministerium und ein Landesrat mit dem Landtagspräsidenten Wilhelm Bärwinkel an die Spitze.
Der letzte Fürst verstarb 1925 in Sondershausen, seine Gemahlin Anna Luise von Schwarzburg verstarb 1951 ebenda. Sie war neben dem Herzog Ernst II. von Sachsen-Altenburg und der geschiedenen Frau von Ernst II., Adelheid (1875–1971), die zweite ehemalige Fürstin, die in der DDR blieb.

## Verfassung, politisches Leben und Stellung im Deutschen Reich
Die am 8. Juli 1857 verkündete und bis zur Novemberrevolution gültige Verfassung – als Landesgrundgesetz bezeichnet – sah einen Landtag mit einer Kammer und eine Legislaturperiode von vier Jahren vor. (Höchstens) sechs Mandate konnte der Landesherr durch Ernennung auf Lebenszeit vergeben – je drei für Ober- und Unterherrschaft. Weitere sechs Abgeordnete wählten jene 300 Wahlberechtigten, die die höchsten direkten Staatssteuern entrichteten, unmittelbar in einem einzigen Wahlgang. Die restlichen Wahlberechtigten bestimmten in allgemeinen indirekten Wahlen nochmals sechs Abgeordnete. Bei diesen Wahlen war jeder männliche Landeseinwohner stimmberechtigt, der 25 Jahre alt war und keine Steuerschulden hatte. Passives Wahlrecht bestand für männliche Landeseinwohner nach Vollendung des 30. Lebensjahres. Das Recht, Gesetzesvorschläge einzubringen, kam sowohl der Regierung als auch dem Landtag zu. Das Budgetrecht des Landtages war eingeschränkt, er durfte Deckungsmittel für bestimmte Ausgaben nicht verweigern. Tagungsort des Landtages war Sondershausen.
Alles in allem war das eine Verfassung, die zu den rückständigsten im Reich zählte. Strukturell garantierte sie eine stabile Zweidrittelmehrheit von Abgeordneten, die lediglich rund 1 % der Gesamtbevölkerung repräsentierten. Hinzu kam, dass der Landtag als beschlussfähig galt, wenn zwei Drittel der Abgeordneten anwesend waren. Damit konnten die 12 durch Ernennung oder über den Wahlzensus bestimmten Abgeordneten bei Bedarf jederzeit durch Auszug oder Fernbleiben Beschlussunfähigkeit herstellen, während derlei den sechs durch allgemeine Wahlen bestimmten Abgeordneten nicht möglich war. Jede Änderung des Landesgrundgesetzes bedurfte der Zustimmung von zwei Dritteln der Abgeordneten – und war damit (zumindest in der Richtung auf Liberalisierung und Demokratisierung) de facto ausgeschlossen. Regierung und konservative Landtagsmehrheit hielten bis zuletzt verbissen am etablierten Landtagswahlrecht fest. 1916 ließen sie die letzte ernste Rudolstädter Initiative, die Schwarzburger Fürstentümer in einem Staat zusammenzufassen, wesentlich an dieser Frage scheitern. Erst am 12. November 1918 sprachen sich die Staatsregierung und die Mehrheit der Abgeordneten für die Einführung eines allgemeinen, freien und gleichen Stimmrechts aus – und dies auch nur, um dem revolutionären Druck die Spitze zu nehmen (nicht ohne Erfolg, wie ein Blick auf die weitere Entwicklung zeigt).
Schwarzburg-Sondershausen hatte eine Stimme im Bundesrat und entsandte einen Abgeordneten in den Reichstag (Wahlkreis 371). Die Reichstagswahlen waren im Fürstentum seit 1890 in der Hauptsache Auseinandersetzungen zwischen Sozialdemokraten – die sich erst seit 1908 legal organisieren konnten, da politische Arbeitervereine bis dahin im Fürstentum verboten waren – und Nationalliberalen. Letztere holten – obwohl die SPD bei der Reichstagswahl 1912 mit 44,8 % der Stimmen im ersten Wahlgang schließlich deutlich zur stärksten Partei wurde – regelmäßig das Mandat, da sich bei der fälligen Stichwahl alle konservativen Wähler hinter sie stellten, um einen sozialdemokratischen Abgeordneten zu verhindern. Von 1903 bis 1918 vertrat Felix Bärwinkel den Wahlkreis im Reichstag. Auffällig stark waren die antisemitischen Parteien, die 1903 (Deutsche Reformpartei) 25,3 % und 1912 (Deutschsoziale Partei) 19,9 % der Stimmen erhielten (1912 im Reich: 2,5 %).

## Währung und Postregal
Das Fürstentum trat 1838 dem Dresdner Münzvertrag bei. Zwei Taler im preußischen 14-Taler-Münzfuß entsprachen nun 3½ süddeutschen Gulden im 24½-Gulden-Fuß, was als gemeinsame Vereinsmünze der „contrahierenden Staaten“ gelten sollte. Diese Vereinsmünze zu „2 Taler = 3½ Gulden“ war in jedem Zollvereins-Land gesetzlich gültig – unabhängig davon, wer der jeweilige Emittent der Vereinsmünze war. Schwarzburg-Sondershausen prägte ab 1841 eigene Münzen für die Unterherrschaft Sondershausen im preußischen Münzfuß (1 Taler zu 30 Silbergroschen zu 360 Pfennigen), Münzstätte Berlin 1841–1909. Das Fürstentum verzichtete auf die Ausgabe eigener Münzen für die Oberherrschaft Arnstadt (im Umlauf waren Rudolstädter Münzen). Erst mit der Einführung der Mark als Reichswährung zum 1. Januar 1876 nach dem Gesetz vom 4. Dezember 1871 wurde die Zersplitterung des Währungswesens aufgehoben.
Die Thurn-und-Taxis-Post sicherte sich durch Verträge mit den Schwarzburger Fürstentümern das Postregal:
- 8. Juni 1812 mit Schwarzburg-Sondershausen für die Oberherrschaft Arnstadt,
- 23. August 1817 mit Schwarzburg-Rudolstadt für die Oberherrschaft Rudolstadt.

Die Unterherrschaften Sondershausen und Frankenhausen wurden von der preußischen Post verwaltet.
Schon äußerlich war die gemeinsame Verwaltung am Namen, an den Postwappen und an den Uniformen, die sich durch verschiedene Kragenfarben unterschieden, zu erkennen. So lautete der Name der Postanstalt: „Fürstlich Schwarzburg-Sondershausensche, Fürstlich Thurn und Taxissche Lehenspostexpedition“. Das Postwappen vereinte demzufolge beide Wappen, unten das Schwarzburger, darüber das fürstlich Thurn und Taxissche. Von 1852 bis 1866 gab die Thurn-und-Taxis-Post eigene Briefmarken in zwei verschiedenen Währungen aus. Die Oberherrschaft gehörte zum Südlichen Bezirk mit Kreuzerwährung. Ab 1867 ging das Postregal an Preußen über, das jedoch – ebenso wie der Norddeutsche Bund – bis zur Einführung der Reichswährung 1876 Briefmarken in Groschen- und Kreuzerwährung ausgab.

## Gerichtswesen
Schwarzburg-Sondershausen war der einzige thüringische Staat, der nicht zum gemeinsamen Oberlandesgericht in Jena appellierte.
Das Fürstentum Schwarzburg-Sondershausen richtete die fünf Amtsgerichte Arnstadt, Gehren (für die Oberherrschaft Arnstadt); Ebeleben, Greußen, Sondershausen (für die Unterherrschaft Sondershausen) ein. Der Instanzenzug verlief über das preußische Landgericht Erfurt zum Oberlandesgericht Naumburg in der Provinz Sachsen.
Einzelheiten des Gerichtswesens siehe Gerichte im Fürstentum Schwarzburg-Sondershausen.

## Militär
Als Mitglied des Deutschen Bundes stellte das Fürstentum ein Kontingent von 351 Mann Infanterie und gehörte zum 10. Bataillon der Reservedivision des Bundesheeres. Die Kontingente beider Fürstentümer bildeten zusammen ein Bataillon. In Rudolstadt sowie in Sondershausen bestanden je zwei Kompanien, von deren Stand jedoch regelmäßig nur ein Sechstel präsent waren. Erst um 1850 verdoppelte man die Truppenstärke, so dass nun jedes Fürstenhaus ein Bataillon stellte.
Das Kontingent des Fürstentums bildete im Deutschen Kaiserreich nach der am 4. Februar 1867 mit Preußen geschlossenen Militärkonvention einen Teil des 3. thüringischen Infanterieregiments Nr. 71 in Erfurt, das zum 4. preußischen Armeekorps in Magdeburg gehörte und von dem ein Bataillon in Sondershausen in Garnison lag.

## Wappen
Das Wappen von Schwarzburg-Rudolstadt ist dem von Schwarzburg-Sondershausen gleich, lediglich das Regalienfeld unterschied sich in den beiden Fürstentümern. Blasonierung des großen Staatswappens: Schildhalter des Wappens ist links (heraldisch rechts) ein Wilder Mann, rechts (heraldisch links) ein weibliches Pendant. Der Hauptschild ist gespalten und ist von einem schmalen, blau-golden-schwarz schräggestückten Kreuz überdeckt, das bis zum Schildfuß reicht (Das Kreuz rührt aus dem Titel eines „Viergrafen des Reiches“, den die Grafen von Schwarzburg seit 1356 führten und der von den deutschen Kaisern 1518, 1566, 1576, 1612 und 1638 erneuert oder bestätigt worden ist.).
- Linke Hälfte, Felder 1 und 4: In Gold ein schwarzer, gold bewehrter und rot gezungter Adler (Herrschaft Arnstadt).
- Linke Hälfte, Felder 2 und 3: In Silber ein rotes Hirschgeweih mit drei seitlichen und drei oberen Enden (Herrschaft Sondershausen).
- Rechte Hälfte, Felder 1 und 4: Rot-silbern geschacht (Grafschaft Hohnstein).
- Rechte Hälfte, Felder 2 und 3: In Rot über vier goldenen Balken ein goldener, doppelschwänziger Löwen mit roter Zunge und ebensolcher Bewehrung (Grafschaft Lauterberg).
- Schildfuß: Regalienfeld in Gold wegen des Bergregals und der eigenen Silbergewinnung in der Herrschaft Leutenberg. Im Schildfuß befinden sich die eigentümlichen Hauszeichen der Schwarzburger: eine rote Gabel und ein roter Kamm.
- Herzschild der linken Schildhälfte: In Blau ein goldener, hersehender Löwe, golden gekrönt und rot gezungt und doppelschweifig (Grafschaft Schwarzburg).
- Herzschild der rechten Schildhälfte: In Silber ein schwarzer schreitender Hirsch (Klettenberg).
- Mittlerer Herzschild: Der deutsche Reichsadler in Gold (zugleich kleines Staatswappen. Zum Andenken an die von Günther XIX. 1349 bekleidete deutsche Königswürde[8])

## Die Grafen und Fürsten von Schwarzburg-Sondershausen 1571 bis 1909
Aus der Gebietsteilung nach dem Tod des Grafen Günther XL. von Schwarzburg ging die Grafschaft und Seitenlinie Schwarzburg-Sondershausen neben Schwarzburg-Arnstadt, Schwarzburg-Frankenhausen und Schwarzburg-Rudolstadt hervor.
Mit der Erhebung der Grafen Christian Wilhelm und Anton Günther II. in den Fürstenstand im Jahre 1697 durch Kaiser Leopold I. begann die Linie der Fürsten in Schwarzburg-Sondershausen.

### Die Grafen von Schwarzburg-Sondershausen
1. 1571–1586: Graf Johann Günther I. (1532–1586), Sohn Günthers XL. von Schwarzburg
2. 1586–1593: vormundschaftlich  die Grafen Anton II. (1550–1619) und Johann VII. (1540–1603) von Oldenburg
3. 1593–1642: Graf Günther XLII. (1570–1643), regierte gemeinsam mit seinen Brüdern Anton Heinrich, Johann Günther II. und Christian Günther I., kinderlos
4. 1594–1638: Graf Anton Heinrich (1571–1638), kinderlos
5. 1600–1631: Graf Johann Günther II. (1577–1631), kinderlos
6. 1601–1642: Graf Christian Günther I. (1578–1642)
7. 1642–1666: Graf Christian Günther II. zu Arnstadt (1616–1666), regierte die Oberherrschaft mit Residenz in Arnstadt, ohne Erben
8. 1642–1666: Graf Anton Günther I. zu Sondershausen (1620–1666), regierte Teile der Unterherrschaft mit Residenz in Sondershausen
9. 1642–1681: Graf Ludwig Günther II. zu Ebeleben (1621–1681), regierte Teile der Unterherrschaft mit Residenz in Ebeleben, ohne Erben
10. 1666–1716: Graf Anton Günther II. zu Arnstadt (1653–1716), regierte gemeinsam mit seinem Bruder Christian Wilhelm, kinderlos
11. 1666–1720: Graf Christian Wilhelm (1647–1721), 1697 Erhebung Schwarzburgs in den Reichsfürstenstand

### Die Fürsten von Schwarzburg-Sondershausen
1. 1666–1716: Fürst Anton Günther II. zu Arnstadt (1653–1716), regierte gemeinsam mit Christian Wilhelm
2. 1666–1720: Fürst Christian Wilhelm (1647–1721), 1697 Erhebung Schwarzburgs in den Reichsfürstenstand, führt die Primogenitur ein
3. 1720–1740: Fürst Günther I. (1678–1740), der bis zu seiner Ernennung zum Fürsten den Namen Graf Günther XLIII. (der Dreiundvierzigste) trug
4. 1740–1758: Fürst Heinrich (1689–1758)
5. 1758–1794: Fürst Christian Günther III. (1736–1794)
6. 1794–1835: Fürst Günther Friedrich Carl I. (1760–1837)
7. 1835–1880: Fürst Günther Friedrich Carl II. (1801–1889)
8. 1880–1909: Fürst Karl Günther (1830–1909), kinderlos
9. 1909–1918: Fürst Günther Victor von Schwarzburg-Rudolstadt führte das Fürstentum Schwarzburg-Sondershausen in Personalunion

## Bevölkerungsentwicklung 1871 bis 1919
Nach der Gründung des Deutschen Reichs 1871 kam es auch im Fürstentum Schwarzburg-Sondershausen zu einer verstärkten Industrialisierung und damit einhergehend zu einem starken Bevölkerungswachstum, was sich wie folgt darstellt:
- 1871: 67.191 Einwohner
- 1880: 71.107 Einwohner
- 1900: 80.898 Einwohner
- 1910: 89.917 Einwohner
- 1919: 92.692 Einwohner

1905 wurden in der Oberherrschaft (342,96 km²) 45.100 Einwohner und in der Unterherrschaft (519,14 km²) 40.052 Einwohner gezählt. 83.389 Einwohner legten ein evangelisches, 1.521 ein katholisches Glaubensbekenntnis ab. Die kleine jüdische Gemeinde zählte 195 Mitglieder.
Orte mit über 2000 Einwohnern
| Stadt           | Einwohner 3. Dez. 1852 |
| --------------- | ---------------------- |
| Arnstadt        | 5.987                  |
| Sondershausen   | 5.117                  |
| Greußen         | 2.753                  |
| Großbreitenbach | 2.616                  |

| Stadt           | Einwohner 1. Dez. 1910 | Veränderung seit 1852 |
| --------------- | ---------------------- | --------------------- |
| Arnstadt        | 17.841                 | + 198 %               |
| Sondershausen   | 07.759                 | 0+ 52 %               |
| Greußen         | 03.348                 | 0+ 22 %               |
| Großbreitenbach | 03.255                 | 0+ 24 %               |

Außerdem lagen 1910 im Vergleich zu 1852 folgende Orte über der Marke von 2.000 Einwohnern: Stadt Langewiesen (3.814 – 1.601; +138 %), Stadt Gehren (2.917 – 1.791; +63 %) und Gemeinde Geschwenda (2.291 – 837; +174 %).

## Verwaltungsgliederung
1850 wurden in der Oberherrschaft die beiden Verwaltungsbezirke Arnstadt und Gehren sowie in der Unterherrschaft die Verwaltungsbezirke Ebeleben, Greußen und Sondershausen eingerichtet. Der Verwaltungsbezirk Greußen wurde 1858 wieder aufgelöst und auf die Verwaltungsbezirke Ebeleben und Sondershausen aufgeteilt. Der Verwaltungsbezirk Ebeleben wurde 1882 aufgelöst und in den Verwaltungsbezirk Sondershausen eingegliedert, aber 1898 wiederhergestellt.
1912 erfolgte eine größere Verwaltungsreform. Die Gemeinden der Oberherrschaft außer der Stadt Arnstadt wurden zum Kreis der Oberherrschaft mit Sitz in Gehren zusammengefasst und die Gemeinden der Unterherrschaft außer der Stadt Sondershausen zum Kreis der Unterherrschaft mit Sitz in Sondershausen. Arnstadt und Sondershausen wurden kreisfreie Städte.
Verwaltungsgliederung mit Einwohnerzahl 1871
| Oberherrschaft    | Einwohner 1871 |
| ----------------- | -------------- |
| Oberherrschaft    | 30.234         |
| Verwaltungsbezirk | Einwohner 1871 |
| Arnstadt          | 16.333         |
| Gehren            | 13.901         |
| Unterherrschaft   | Einwohner 1871 |
| Unterherrschaft   | 36.957         |
| Verwaltungsbezirk | Einwohner 1871 |
| Ebeleben          | 15.855         |
| Sondershausen     | 21.102         |

## Wirtschaft und Gesellschaft
Neben der traditionellen Landwirtschaft und der im waldreichen Bezirk Gehren betriebenen Forstwirtschaft entstanden im Fürstentum in den letzten Jahrzehnten des 19. Jahrhunderts auch viele industrielle Produktionsbetriebe. Erwähnenswert sind die Kalibergwerke in der Unterherrschaft, die Herstellung von Textilwaren und Handschuhen (in Arnstadt) sowie die Steingut- und Porzellanindustrie vor allem in der Oberherrschaft. 1907 arbeiteten 28,7 % der Erwerbstätigen in der Landwirtschaft, 48,2 % in der Industrie (zum Vergleich: Preußen 42,76 %) und 9,8 % in Handel und Verkehr.
1905 wurden 56,8 % der Gesamtfläche des Fürstentums als Acker- und Gartenfläche, 4,6 % als Wiese und 31 % als Forst deklariert. Als fideikommissarisches Privateigentum des Herrscherhauses wurden 7.704 ha Domänen (knapp 9 % der Gesamtfläche des Fürstentums) und 17.235 ha Forsten (63 % der Wald- und fast 20 % der Gesamtfläche) vom Staat verwaltet. Aus den Einkünften dieses Kammerguts stand dem Landesherrn eine jährliche Domänenrente von 500.000 Mark zu.